# Conrad Keller (zoöloog)
Conrad Keller (Felben, 24 januari 1848 - Zürich, 23 maart 1930) was een Zwitsers zoöloog.

## Biografie
Na zijn opleiding aan de kantonnale school van Frauenfeld van 1860 tot 1866 studeerde Conrad Keller zoölogie in Lausanne en Zürich. In 1874 studeerde hij in Jena, bij Ernst Haeckel, en in Napels en Triëst. Hij schreef een doctoraat over inktvissen.
In 1875 werd Keller docent aan de Federale Polytechnische Hogeschool van Zürich, om er later hoogleraar en gewoon hoogleraar te worden. Hij zou er lesgeven tot 1927. In zijn onderzoek legde Keller zich vooral toe op huisdieren. Zo publiceerde hij onder meer in 1905 het werk Naturgeschichte der Haustiere. Hij maakte binnenlandse studiereizen in Ticino en Wallis, maar reisde ook driemaal naar Afrika en in 1912 naar de Kaukasus.
Keller beschreef voor het eerst de Cliona labiata (1880), de Hyrtios erectus (1889), de Lamellodysidea herbacea (1889), de Phyllospongiinae (1889), de Rhizaxinella (1880) en de Spongia (Spongia) arabica (1889).
In 1918 schreef Keller een boek over zijn recent overleden landgenoot Alfred Ilg, een ingenieur die in dienst was van de keizer van Ethiopië.
Keller was vrijgezel.

## Onderscheidingen
- Doctor honoris causa aan de Universiteit van Zürich (1920)

## Werken

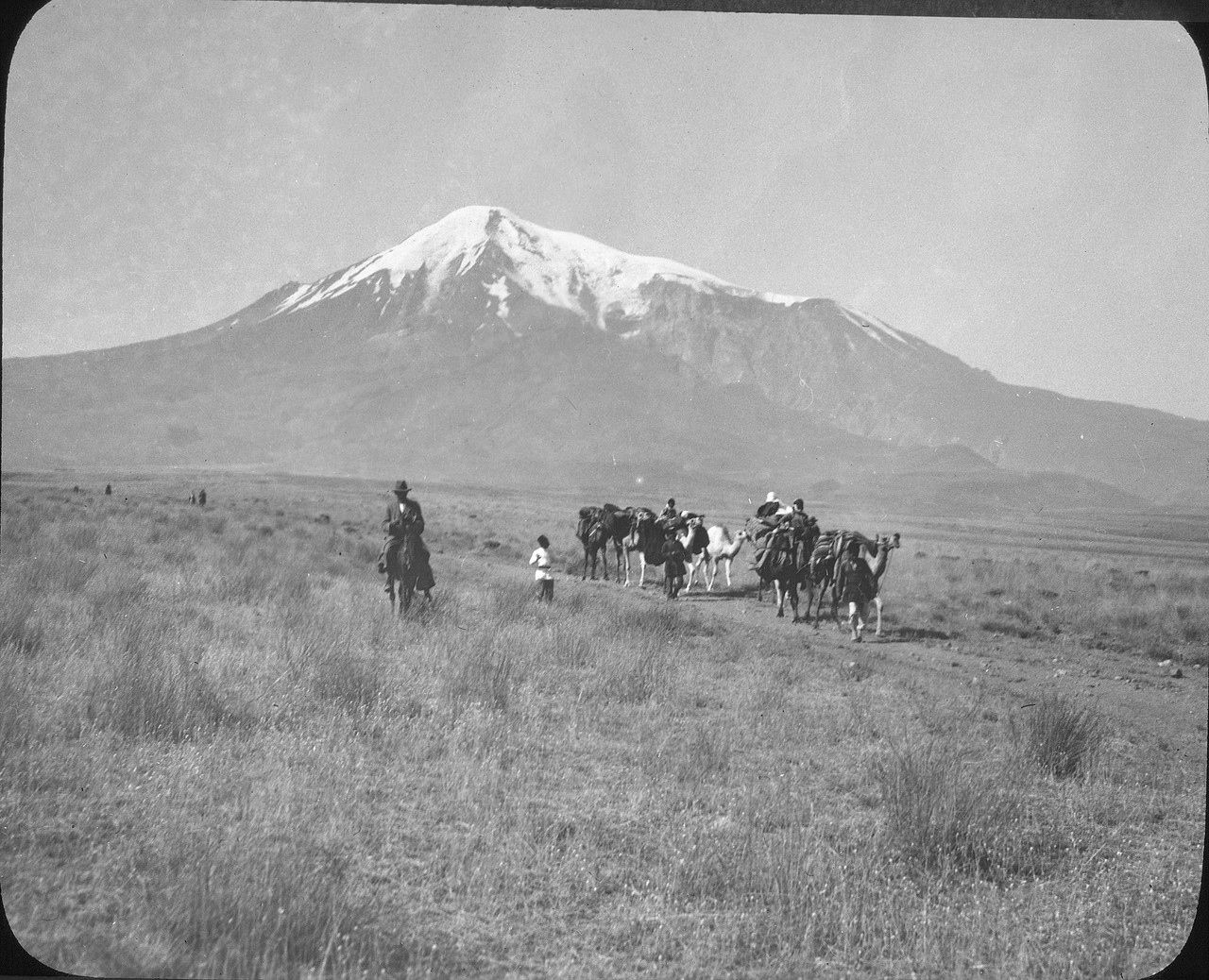
De expeditie van Keller in de Kaukasus, 1912.

- Reisebilder aus Ostafrika und Madagaskar, Winter, Leipzig 1887.
- Natur und Volkskunde der Insel Réunion, Schwabe, Basel 1888.
- Alpentiere im Wechsel der Zeit, 1892.
- Die Thierwelt in der Landwirthschaft: Darstellungen aus dem Leben der wirthschaftlich wichtigsten Thiere mit besonderer Berücksichtigung ihrer Beziehungen zu unsern Hausthieren und Culturpflanzen, 1893.
- Das Leben des Meeres, 1895.
- Die ostafrikanischen Inseln, Schall & Grund, Berlin, 1898.
- Die Abstammung der ältesten Haustiere, 1902.
- Naturgeschichte der Haustiere, 1905.
- Alfred Ilg: Sein Leben und sein Wirken als schweizerischer Kulturbote in Abessinien, Huber, Frauenfeld, 1918.
- Geschichte der schweizerischen Haustierwelt, 1919.
- Lebenserinnerungen eines schweizerischen Naturforschers, 1928.

- Bibsys: 90581958
- Bibliothèque nationale de France: cb13489480p (data)
- CiNii: DA01927976
- Gemeinsame Normdatei: 116119438
- Historisch woordenboek van Zwitserland: 031479
- International Standard Name Identifier: 0000 0001 0830 2845
- Library of Congress Control Number: n81145884
- Nationale Bibliotheek van Letland: 000306269
- Nationale Bibliotheek van Tsjechië: js20181000284
- Nationale Bibliotheek van Israël: 987007263643905171
- Nederlandse Thesaurus van Auteursnamen: 07216574X
- Réseau des bibliothèques de Suisse occidentale: 02-A012465463
- Istituto Centrale per il Catalogo Unico: PAVV060543
- Système universitaire de documentation: 144483866
- Virtual International Authority File: 29685583
- WorldCat: E39PBJjhF94Jcfgx8hDpFwqRKd